# Bahnhof Bad Oeynhausen
Der Bahnhof Bad Oeynhausen befindet sich im Zentrum der Kurstadt Bad Oeynhausen [ba:t'ø:nhaʊzən] im Kreis Minden-Lübbecke. Er liegt an der Bahnstrecke Hannover–Hamm und hat über den Bahnhof Löhne Anschluss an die Strecke Richtung Osnabrück–Rheine. Anfang der 2000er Jahre wurde der Bahnhof betriebstechnisch in einen Haltepunkt umgewandelt. Östlich des Haltepunktes liegt der Bahnhof Bad Oeynhausen Güterbahnhof (Bad Oeynhausen Gbf).
In fußläufiger Entfernung (etwa 800 Meter) liegt der Bahnhof Bad Oeynhausen Süd an der „Weserbahn“ genannten Verbindung Löhne–Hameln–Elze, daher wird in Bad Oeynhausen hinsichtlich der hier behandelten Station inoffiziell auch von „Hauptbahnhof“ oder „Nordbahnhof“ gesprochen.

## Geschichte
Die Bahnstrecke Hamm (Westf)–Minden wurde am 15. Oktober 1847 von der Köln-Mindener Eisenbahn-Gesellschaft als letzter Teil ihrer Stammstrecke und Fortsetzung der bereits in den Vorjahren gebauten Verbindung (Köln-)Deutz–Düsseldorf–Duisburg–Dortmund–Hamm eröffnet. Ab 1856 benutzte die „Hannoversche Westbahn“ die Strecke in Richtung Osnabrück.
Der Bahnhof wurde von 1851 bis 1854 gebaut, als kleiner Durchgangsbahnhof an der Köln-Mindener Eisenbahn unterlag er dabei dem Typenbauprogramm der Bahngesellschaft: Querrichtige Gebäude mit einer Eingangshalle in der Mitte, Büro, Gepäck- und Abfertigungsschalter sowie Warte- und Nebenräumen. Die ein-, vorwiegend jedoch zweigeschossigen Baukörper wurden oft dreiteilig gegliedert. Die äußere Gestaltung war häufig von klassizistischer Formensprache geprägt.
Im Rahmen der Erweiterungs- und Umbaumaßnahmen der Köln-Mindener Eisenbahnen wurde der Bahnhof 1914 an die nun viergleisige Strecke, die auf einem Damm verlief, angepasst.
Bis 2006 bedienten auch ICE-Züge den Bahnhof. Da jedoch die Bahnsteighöhe nicht den Anforderungen des ICE-Verkehrs entsprach und die Stadt die Kosten eines Umbaus nicht tragen wollte, wurden die Halte damals aufgegeben.
2012 bis 2015 wurden die Bahnsteige auf 76 cm erhöht und modernisiert.
Im Winterfahrplan 2023/24 gibt es in Bad Oeynhausen wieder Planhalte von einzelnen IC-Zügen, die zwischen Dresden sowie Hannover, Köln, Mainz und Stuttgart verkehren.

## Bahnhofsanlagen

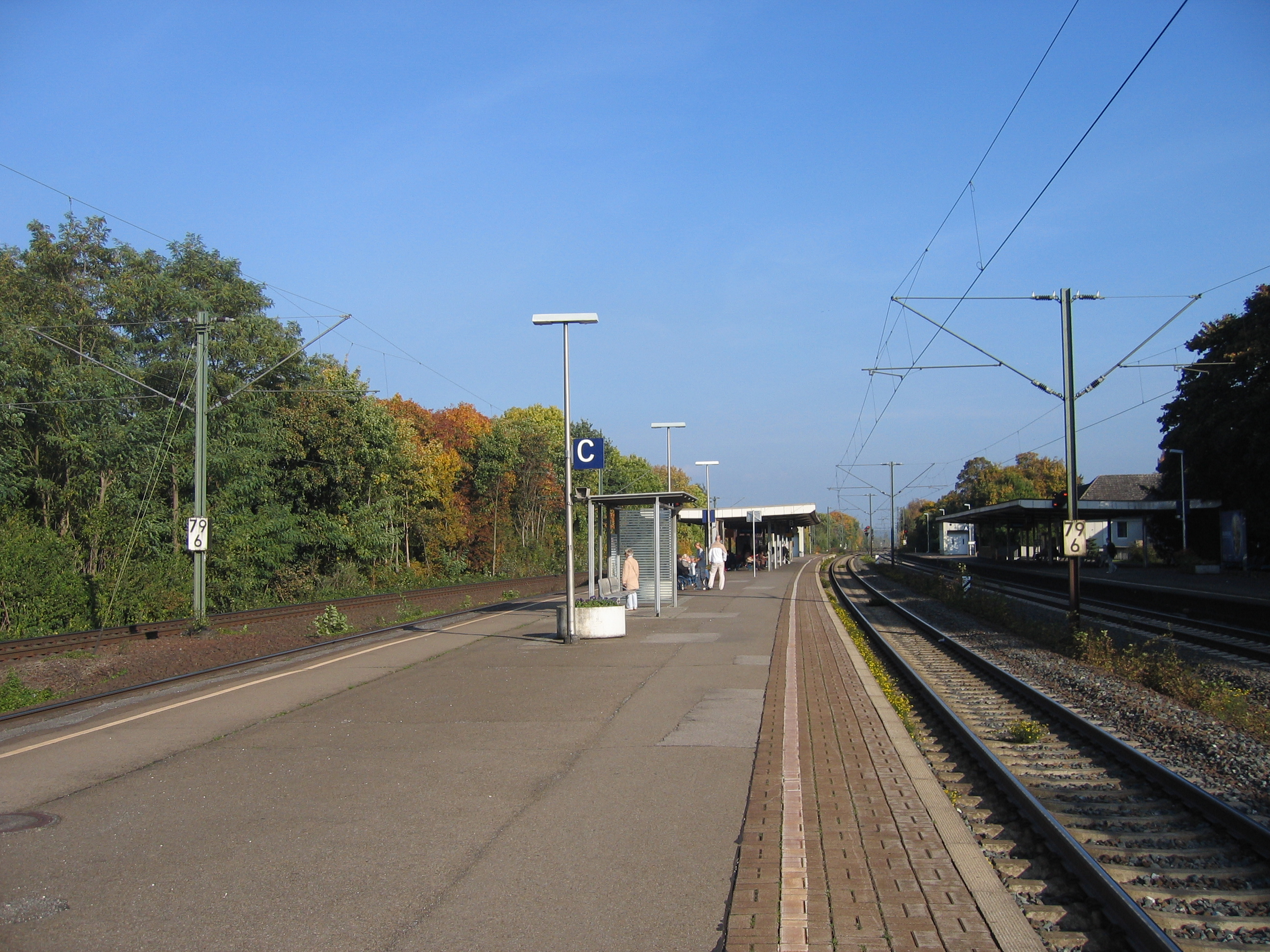
Die Bahnsteige 2008, vor der Erhöhung

Auf dem viergleisigen Planum verlaufen nebeneinander eine Personen- und eine Güterstrecke mit jeweils zwei Gleisen. Sie gehören zum einen zu der Stammstrecke der Köln-Mindener Eisenbahn-Gesellschaft und zum anderen zu der Hannoversche Westbahn. Sie führen gemeinsam von dem östlich gelegenen Bahnhof Minden bis zum westlich gelegenen Bahnhof Löhne. Hier findet die verkehrliche Trennung in zwei Richtungen statt, zum einen nach Hamm und dem Ruhrgebiet und zum anderen nach Osnabrück, Hengelo und den Niederlanden. Für den Personenverkehr werden hauptsächlich die Bahnsteiggleise 1 und 2 genutzt, Gleis 3 dient als Ausweichgleis bei Baumaßnahmen und Betriebsstörungen. Da der nachfolgende Haltepunkt Porta Westfalica nur zwei Bahnsteiggleise besitzt, müssen die Züge in dieser Richtung bei Nutzung von Gleis 3 (an der Güterstrecke) anschließend wieder auf das rechte Personengleis zurückwechseln, was im östlich gelegenen Bahnhof Bad Oeynhausen Gbf möglich ist. Westlich ist ein Streckenwechsel im Bahnhof Löhne möglich.
2012 bis 2015 wurden die Bahnsteige auf 76 cm erhöht und modernisiert.
Die Stadt Bad Oeynhausen kaufte das Empfangsgebäude im Jahr 2015. 2018 erarbeitete eine Projektgruppe innerhalb der Stadtverwaltung ein Sanierungs- und Nutzungskonzept für das Bahnhofsgebäude. 2019 bis 2021 wurde eine Sanierung des Bahnhofsgebäudes durchgeführt.

## Bedienung

### Fernverkehr
Im Schienenpersonenfernverkehr wird der Bahnhof im Fahrplanjahr 2023/2024 von der Intercity-Linie 55 (Köln–Hannover–Dresden) bedient, nachdem die Halte dieser Linie zum Fahrplanwechsel im Dezember 2016 entfallen waren. Bis Dezember 2023 wurde Bad Oeynhausen von der IC-Linie 77 (Berlin–Amsterdam) bedient, wobei die Züge tagsüber in Richtung Amsterdam alle zwei Stunden hielten, während es in Richtung Berlin etwa einen Vierstundentakt gab.
| Linie | Linienverlauf | Taktfrequenz |
| ----- | --- | ------------ |
| IC 55 | Dresden – Dresden-Neustadt – Riesa – Leipzig – Flughafen Leipzig/Halle – Halle – Köthen – Magdeburg – Helmstedt – Braunschweig – Hannover – Minden – Bad Oeynhausen – Herford – Bielefeld – Gütersloh – Hamm – Dortmund – Hagen – Wuppertal – Solingen – Köln (– Bonn – Koblenz – Mainz – Mannheim – Heidelberg – Vaihingen (Enz) – Stuttgart) | 120 min      |

### Nahverkehr
Im Schienenpersonennahverkehr halten folgende Regional-Express-Linien:
| Linie      | Linienverlauf | Takt    | Betreiber        |
| ---------- | --- | ------- | ---------------- |
| RE 6 (RRX) | Rhein-Weser-Express: Köln/Bonn Flughafen – Köln Hbf – Dormagen – Neuss Hbf – Düsseldorf-Bilk – Düsseldorf Hbf – Düsseldorf Flughafen – Duisburg Hbf – Mülheim (Ruhr) Hbf – Essen Hbf – Wattenscheid – Bochum Hbf – Dortmund Hbf – Kamen – Hamm (Westf) Hbf – Heessen – Ahlen (Westf) – Beckum-Neubeckum – Oelde – Rheda-Wiedenbrück – Gütersloh Hbf – Bielefeld Hbf – Herford – Löhne (Westf) – Bad Oeynhausen – Porta Westfalica – Minden (Westf) Stand: Fahrplanwechsel Dezember 2023 | 60 min  | National Express |
| RE 60      | Ems-Leine-Express: Rheine – Hörstel – Ibbenbüren-Esch – Ibbenbüren – Ibbenbüren-Laggenbeck – Osnabrück Altstadt – Osnabrück Hbf – Melle – Bünde (Westf) – Kirchlengern – Löhne (Westf) – Bad Oeynhausen – Porta Westfalica – Minden (Westf) – Bückeburg – Stadthagen – Haste (Han) – Wunstorf – Hannover Hbf – Lehrte – Hämelerwald – Vöhrum – Peine – Vechelde – Braunschweig Hbf Stand: Fahrplanwechsel Dezember 2021                                                                 | 120 min | WestfalenBahn    |
| RE 70      | Weser-Leine-Express: Bielefeld Hbf – Herford – Löhne (Westf) – Bad Oeynhausen – Porta Westfalica – Minden (West) – Bückeburg – (Kirchhorsten –)* Stadthagen – (Lindhorst (Schaumb-Lippe) –)* Haste – Wunstorf – Hannover Hbf – Lehrte – Hämelerwald – Vöhrum – Peine – Vechelde – Braunschweig Hbf * nur einzelne Züge im Berufsverkehr Stand: Fahrplanwechsel Dezember 2021 | 120 min | WestfalenBahn    |
| RE 78      | Porta-Express: Nienburg (Weser) – Leese-Stolzenau – Petershagen-Lahde – Minden (Westf) – Porta Westfalica – Bad Oeynhausen – Löhne (Westf) – Herford – Bielefeld Hbf Stand: Fahrplanwechsel Dezember 2023 | 120 min | Eurobahn         |

### Gültige Tarife
Der Bahnhof liegt seit dem 1. August 2017 im Bereich des regionalen Verbundtarifs „TeutoOWL“, welcher dem Westfalentarif angehört. Zu Zielen in Nordrhein-Westfalen außerhalb des Verkehrsverbunds gilt in Nahverkehrszügen der NRW-Tarif. Ebenfalls gültig in Nahverkehrszügen ist das Niedersachsen-Ticket, in Richtung Bielefeld jedoch nur bis einschließlich Herford.

## Verkehrsanbindung
Der Bahnhof liegt direkt nördlich an der Innenstadt. Rund 200 Meter östlich des Empfangsgebäudes befindet sich der Zentrale Omnibusbahnhof. Hier beginnen Regionalbuslinien u. a. nach Porta Westfalica-Barkhausen, Minden, Löhne, Schnathorst, Hille-Rothenuffeln. Das Stadtgebiet wird durch Stadtbus- und Anruflinien erschlossen. Vor dem Empfangsgebäude befindet sich ein Taxistand. Im Bahnhofsgebäude gibt es zudem ein Fahrradparkhaus.
Als Parkhaus für PKW wird das Parkhaus Sültebusch benutzt, das über eine direkte Anbindung zur B 611, bzw. A 30 über die Mindener Straße / Kanalstraße zur Autobahnabfahrt Gohfeld verfügt.
Die Entfernung vom Parkhaus zum Bahnhof beträgt etwa 250 m Fußweg.

### Wanderwege
Am Bahnhof Bad Oeynhausen endet der Talweg. Der durch den Teutoburger-Wald-Verein betreute Fernwanderweg führt über 50 Kilometer von Werther (Westf.) hierher.

## Service
Im Bahnhofsgebäude gibt es ein DB-Reisezentrum, ein Fahrradgeschäft und eine Bahnhofsmission. Die zuständige 3-S-Zentrale befindet sich in Bielefeld. Das nächste WC ist am Busbahnhof (circa 200 Meter) zu finden. Es ist auch mit dem Euroschlüssel nutzbar.
Im Bahnhof Bad Oeynhausen wurden Aufzüge installiert, die von Rollstuhlfahrern als Zugang zu den Bahnsteigen genutzt werden können. Bad Oeynhausen ist somit barrierefrei.